# Premierzy NRD

## Chronologiczna lista Prezesów Rady MinistrówNiemieckiej Republiki Demokratycznej
| #                                                         | Imię i Nazwisko               | Portret           | Kadencja            | Kadencja             | Partia polityczna | Partia polityczna | Rząd |
| #                                                         | Imię i Nazwisko               | Portret           | Od                  | Do                   | Partia polityczna | Partia polityczna | Rząd |
| --------------------------------------------------------- | ----------------------------- | ----------------- | ------------------- | -------------------- | ----------------- | ----------------- | ---- |
| Prezes Rady Ministrów niem. Vorsitzender des Ministerrats |                               |                   |                     |                      |                   |                   |      |
| 1                                                         | Otto Grotewohl (1894–1964)    |                   | 7 października 1949 | 8 listopada 1950     |                   | SED               | 1    |
| 1                                                         | Otto Grotewohl (1894–1964)    | 15 listopada 1950 | 3 grudnia 1958      | 2                    |                   | SED               |      |
| 1                                                         | Otto Grotewohl (1894–1964)    | 8 grudnia 1958    | 14 listopada 1963   | 3                    |                   | SED               |      |
| 1                                                         | Otto Grotewohl (1894–1964)    | 14 listopada 1963 | 21 września 1964    | 4                    |                   | SED               |      |
| 2                                                         | Willi Stoph (1914–1999)       |                   | 24 września 1964    | 14 lipca 1967        | 1                 | SED               |      |
| 2                                                         | Willi Stoph (1914–1999)       | 14 lipca 1967     | 26 listopada 1971   | 2                    |                   | SED               |      |
| 2                                                         | Willi Stoph (1914–1999)       | 29 listopada 1971 | 3 października 1973 | 3                    |                   | SED               |      |
| 3                                                         | Horst Sindermann (1915–1990)  |                   | 3 października 1973 | 29 października 1976 | •                 | SED               |      |
| (2)                                                       | Willi Stoph (1914–1999)       |                   | 1 listopada 1976    | 26 czerwca 1981      | 4                 | SED               |      |
| (2)                                                       | Willi Stoph (1914–1999)       | 26 czerwca 1981   | 17 czerwca 1986     | 5                    |                   | SED               |      |
| (2)                                                       | Willi Stoph (1914–1999)       | 17 czerwca 1986   | 7 listopada 1989    | 6                    |                   | SED               |      |
| 4                                                         | Hans Modrow (1928–2023)       |                   | 18 listopada 1989   | 12 kwietnia 1990     |                   | SED/PDS           | •    |
| 5                                                         | Lothar de Maizière (ur. 1940) |                   | 12 kwietnia 1990    | 3 października 1990  |                   | CDU               | •    |